# Dendrobium nobile
A Dendrobium nobile, também conhecida como olho de boneca, é uma orquidácea muito popular como planta ornamental em diversas localidades do mundo, em função da facilidade do seu cultivo e grande beleza apresentada durante a fase de floração.
Essa planta faz parte do gênero dendrobium, um dos maiores gêneros das orquídeas, composto por mais de 1500 espécies. Consiste em uma das 50 ervas fundamentais da medicina tradicional chinesa.
A Dendrobium nobile é uma das orquídeas ornamentais mais comuns do mundo, apresentando diversos fenótipos, com ampla diversidade de colorações. Apresentam tonalidades variando desde o rosa claro até o violeta escuro. Espécimes híbridas podem também apresentar outras gamas de cores, além das tonalidades róseas já mencionadas.

## Distribuição Geográfica
Embora atualmente esteja difundida globalmente, a área de ocorrência nativa da Dendrobium nobile compreende o Sul da China e os Himalaias, incluindo o Tibete, partes da Índia, Bangladesh, Assam, Nepal e Butão, além de haver registros de espécimes em partes do Myanmar, Laos e Vietnã. Ocupa desde planícies litorâneas até encostas de montanhas, alcançando terrenos localizados em faixas de altitudes que atingem até 1 400 metros acima do nível do mar. Esta espécie também se adaptou ao ser introduzida nas ilhas do Havaí, sendo uma das orquídeas mais comumente encontradas nas florestas locais.

## Histórico
Atualmente a Dendrobium nobile é uma orquídea amplamente difundida. Está dispersa em todo o mundo e possivelmente se trata da espécie mais conhecida do gênero Dendrobium. Contudo, até o ano de 1829, este vegetal não havia sequer sido mencionado pelos manuais e documentos oficiais da área de botânica. Apenas em 1830, a espécie foi oficialmente catalogada, após ter sido descrita pelo botânico inglês John Lindley.
Primeiramente identificada na China, e sendo posteriormente detectada na Índia, de onde alguns espécimes foram levados até a Europa, no século XIX, passou a ser cultivada como planta ornamental. Muitos de seus cultivares passaram a ser desenvolvidos neste período.
O epíteto específico "nobile", presente em seu nome binomial, é derivado do termo latino correspondente à palavra "nobre", indicando a exuberância desse vegetal durante seu período de floração.

## Descrição

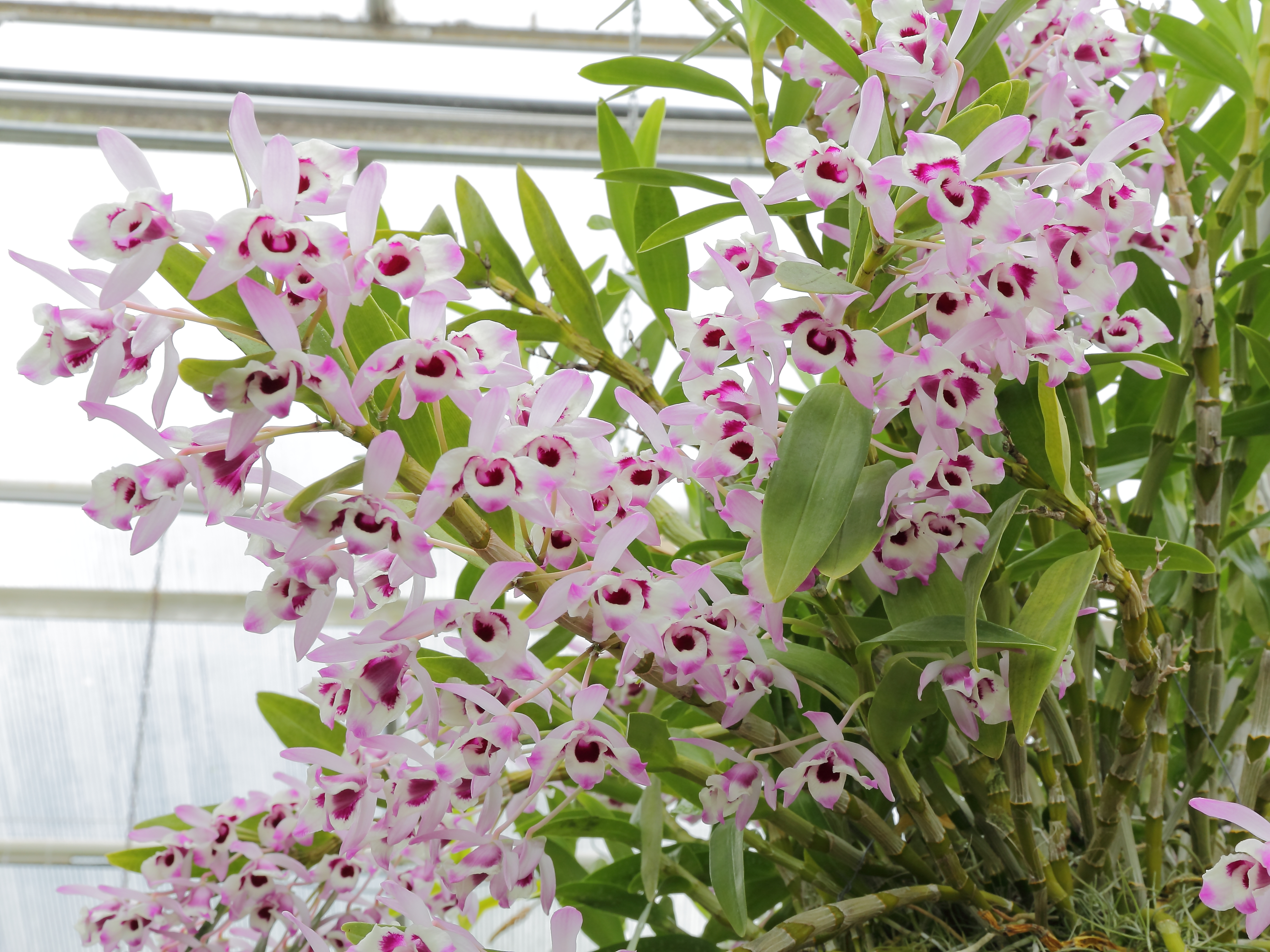
Orquídea Dendrodium nobile apresentando floração abundante.

A Dendrobium nobile consiste em uma orquídea que apresenta crescimento simpodial, formando pseudobulbos. Quando o ciclo de vida da planta matriz se encerra, produz brotos que dão continuidade à sua vida. Esta nova planta desenvolve raízes, cresce e volta a repetir este ciclo.
São espécimes epífitos ou litófitos e habitam biomas diversificados, com elevados níveis de umidade. Possuem raízes finas e brancas, que se fixam em outra planta ou objeto. 
Durante o período de floração, os botões florais se formam ao longo do caule. Normalmente, estas flores têm coloração rosada, com presença de tonalidades diversificadas, apresentando matizes mais escuras na faixa central. Em algumas variedades, as flores podem apresentar aromas perfumados. As flores têm largas pétalas e sépalas, com o labelo normalmente apresentando um tom diferente, geralmente mais escuro, o que dá origem ao nome popular "olho de boneca".
A Dendrobium nobile é uma espécie de orquídea extremamente forte, uma vez que em seu habitat natural está adaptada a sobreviver sob bruscas variações térmicas anuais, passando por períodos de intenso calor, intercalados por episódios de tempo atmosférico significativamente mais frios. Esta planta pode sobreviver tranquilamente em temperaturas de 1 a 2°C, durante o inverno, desde que esteja com seus ramos ressecados, durante este período.
É comum a ocorrência de hibridização envolvendo cruzamento com outras espécies de orquídeas, possibilitando a obtenção de flores em cores diversificadas e tonalidades mais vibrantes.

## Cultivo

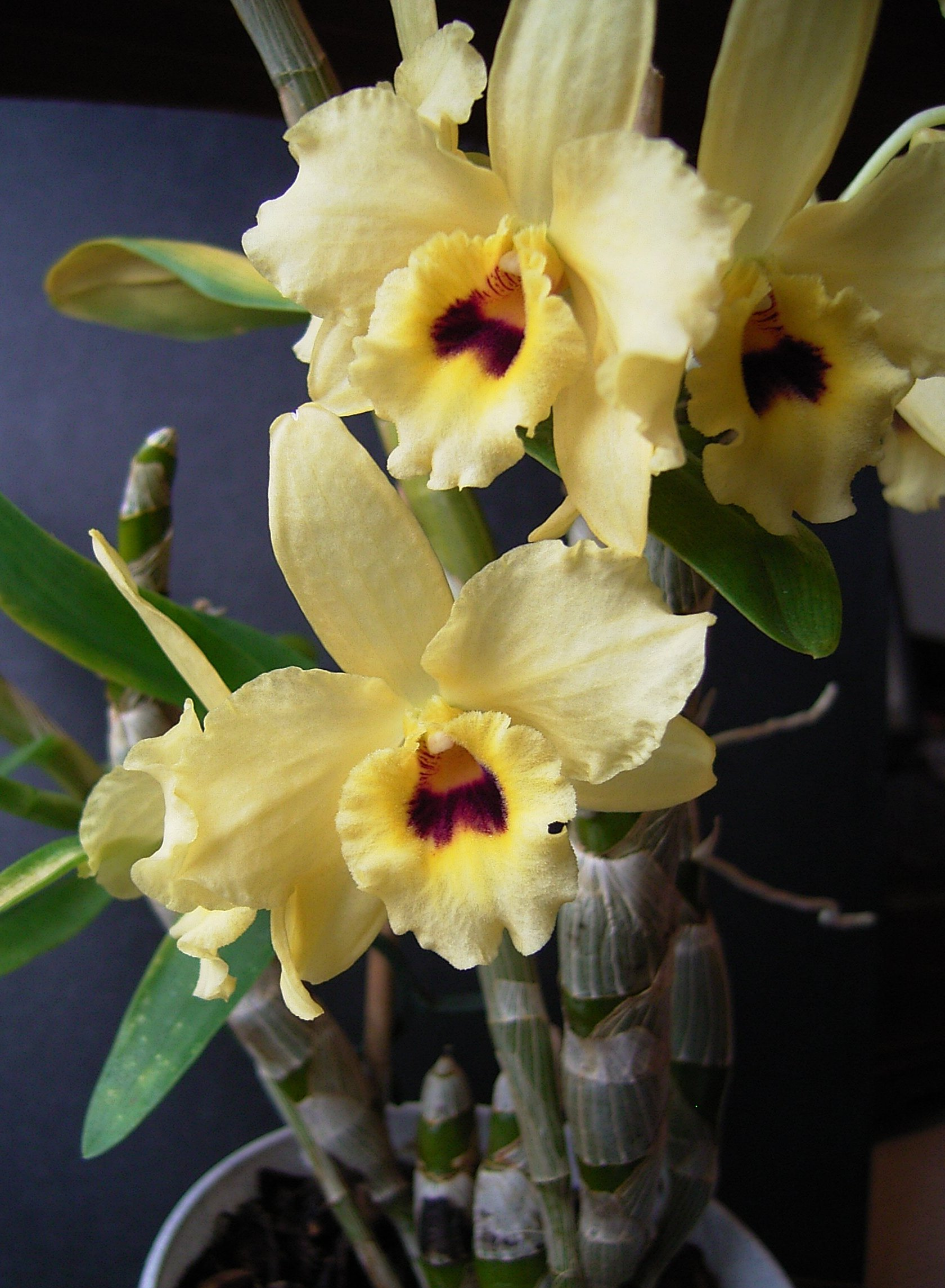
Flores amarelas obtidas por meio de técnicas de hibridização envolvendo a espécie Dendrobium nobile

As orquídeas Dendrobium nobile apreciam ambientes com intensa luminosidade e boa ventilação. Podem ser mantidas em vasos, amarradas a galhos de árvores ou plantadas diretamente em blocos de substrato orgânico fibroso, tal como fibra de coco.
Os vasos com essas plantas devem preferencialmente ser mantidos em locais com elevada umidade relativa do ar e temperatura atmosférica entre 18 a 30°C. O substrato deve ser de origem orgânica, como casca de pinus ou fibra de coco. A rega deve ocorrer sempre que se notar que o material em torno das raízes esteja seco, ocorrendo preferencialmente no período da manhã. Deve-se evitar manter o substrato constantemente úmido, pois isso pode causar o surgimento de fungos, que ocasionam a morte das raízes.
Para que o crescimento seja saudável, ela requer de 30 a 40% de sombra, entre o final da primavera até o outono. Quando adulta, não necessita de ambientes sombreados, a menos que as folhas comecem a mostrar sinais de queimaduras solares.

Durante as fases de floração e crescimento ativo, estas orquídeas toleram temperaturas mais altas, devendo ser evitadas temperaturas noturnas inferiores a 12°C. Já no período entre o outono e o inverno, elas requerem exposição a temperaturas mais amenas, o que lhes possibilita armazenar energia para obterem intensa floração, na primavera seguinte.

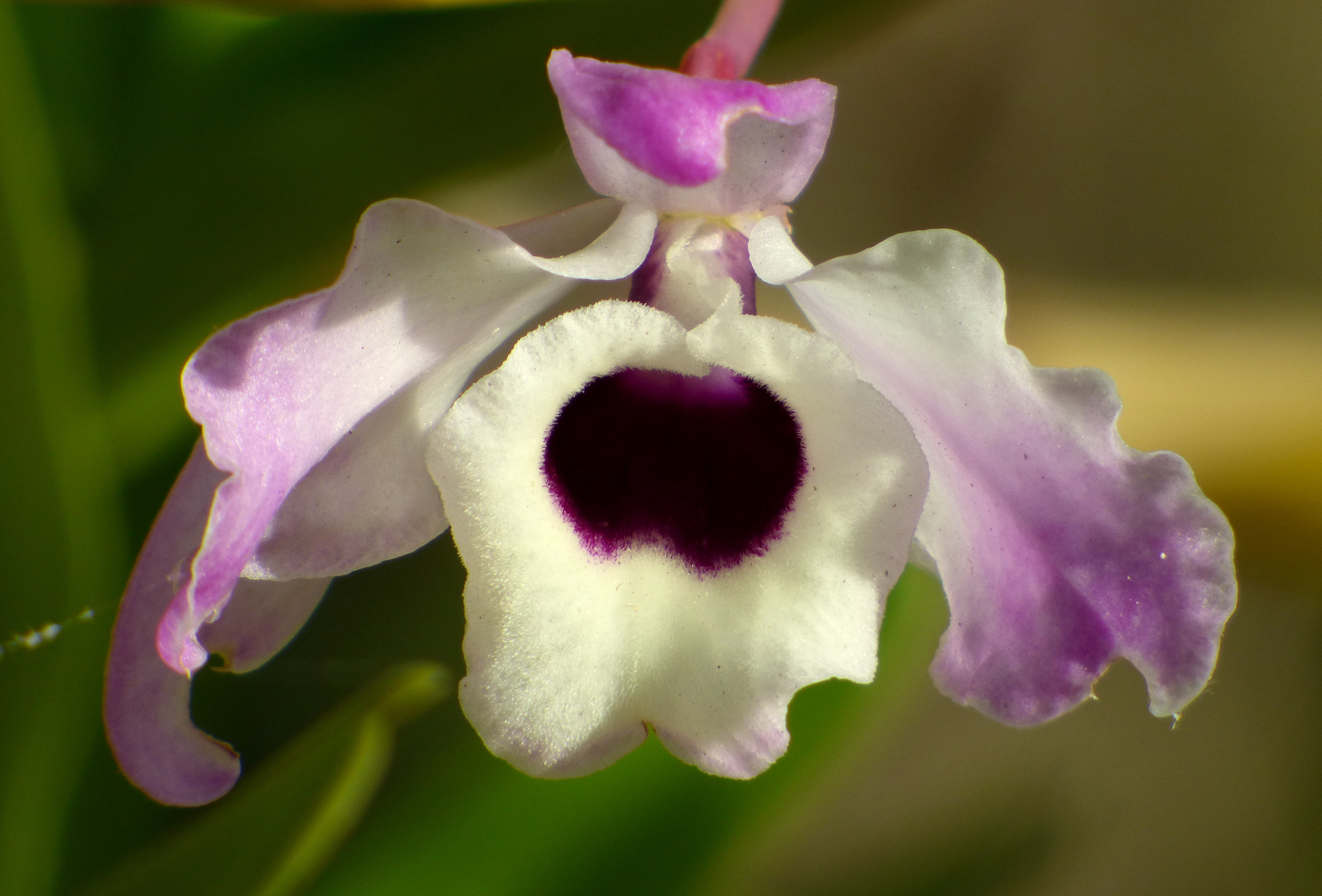
Flor da Dendrobium nobile em detalhe

Depois que a planta for exposta a pelo menos quatro semanas de condições mais frias, os botões florais irão se desenvolver em cerca de 40 a 50 dias. Uma vez que os botões estejam desenvolvidos, deve-se evitar a exposição a temperaturas mais baixas, para que o risco de queda de botões seja minimizado.
Após encerrada a fase de florescimento, recomenda-se aparar as pontas das flores nas proximidades do caule. O caule em si não deve ser cortado, pois poderá voltar a florescer no ano seguinte. Além disso, essa porção da planta apresenta uma reserva de energia que pode ser útil à produção de novos ramos, possibilitando crescimento vegetativo. A poda da planta remove essa reserva de energia, tornando o florescimento menos intenso no ano seguinte.
A fertilização do substrato deve ocorrer de forma frequente e em todas as etapas de desenvolvimento do vegetal. A aplicação deve ser efetuada a cada duas semanas, podendo haver utilização de fertilizantes de origem orgânica ou química, com aplicação direta no substrato, na água ou via foliar, conforme necessidade.
Apesar disso, algumas variedades de orquídeas da espécie Dendrobium nobile apresentam grande capacidade de adaptação a distintos ambientes, registrando a formação de flores de forma espontânea, sem que esses cuidados sejam totalmente praticados.

### Cuidados
A Dendrobium nobile é uma orquídea relativamente fácil de cultivar, desde que algumas condições básicas sejam atendidas:
- Iluminação: Prefere luz solar indireta, mas abundante. A exposição direta ao sol deve ser evitada, pois pode queimar suas folhas.
- Ambiente: Deve ser mantida em áreas externas. Se mantida em interiores tende a apresentar inibição do  florescimento e  ter o desenvolvimento doenças favorecido.
- Temperatura: Esta planta aprecia temperaturas amenas, mas apresenta boa adaptabilidade à diferentes faixas de temperaturas.[20]
- Umidade: A umidade do ar deve ser moderada, similar à existente em seu habitat natural.
- Substrato: Esta orquídea costuma aceitar qualquer substrato específico para orquídeas, que proporcione boa drenagem. Também pode ser fixada à galhos e troncos de árvores desde que estes proporcionem condições de fixação para suas raízes.[21]
- Irrigação: Regas devem ser providenciadas regularmente, mas sempre evitando encharcar totalmente o substrato.[21]

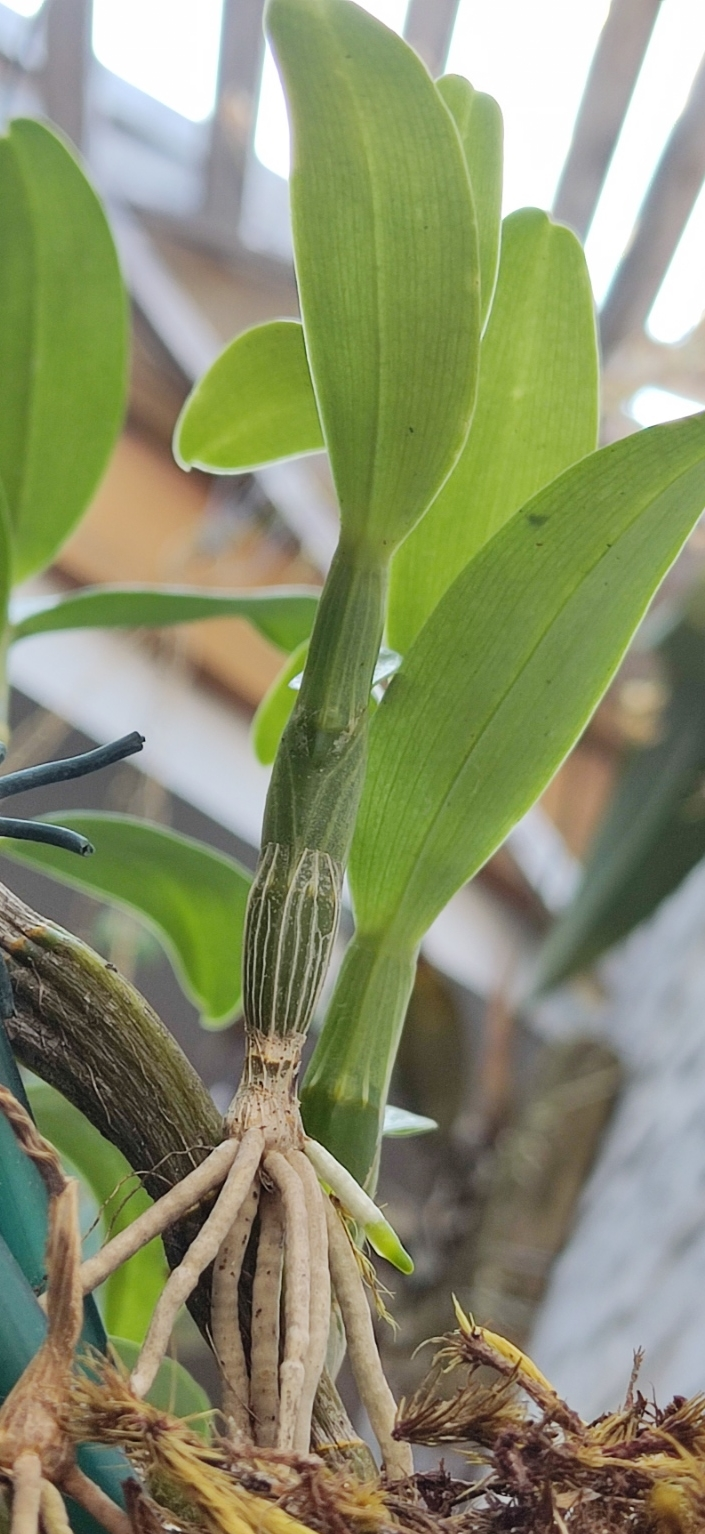
Keiki ligado ao pseudobulbo de uma D.Nobile

### Reprodução e propagação
A reprodução pode ser efetuada mediante divisão dos pseudobulbos ou pela retirada de mudas de pequenos brotos laterais que apresentam enraizamento, conhecidos popularmente como keikis. Quando se encontram muito volumosas, as plantas podem ser divididas e transplantadas para novos vasos.
Os brotos laterais enraizados normalmente surgem nas bordas dos pseudobulbos em resposta à aplicação excessiva de fertilizantes com nitrogênio. Desta forma, o surgimento desses keikis pode ser induzido por meio de adubação foliar, a qual deve ser praticada com mais intensidade no outono, previamente ao surgimento dos primeiros botões florais.
Comercialmente, a propagação desta orquídea é feita, em geral, por reprodução vegetativa, que permite a transferência genética total da planta usada como matriz. Nesse processo, auxinas podem ser usadas como indutores de enraizamento para aumentar a eficácia do procedimento.

## Utilização
Essas orquídeas são mundialmente cultivadas não só em razão da sua beleza como também da facilidade de seu cultivo. Por não serem consideradas tóxicas para humanos, gatos e cães, trata-se de plantas aptas a figurar em jardins e quintais das residências, independentemente de haver circulação de pessoas ou animais pelo local.
Devido à sua rusticidade, é uma espécie muito utilizada no Brasil, para paisagismo externo. São encontrados espécimes amarrados aos troncos de árvores de vários parques, praças e jardins.

### Propriedades químicas

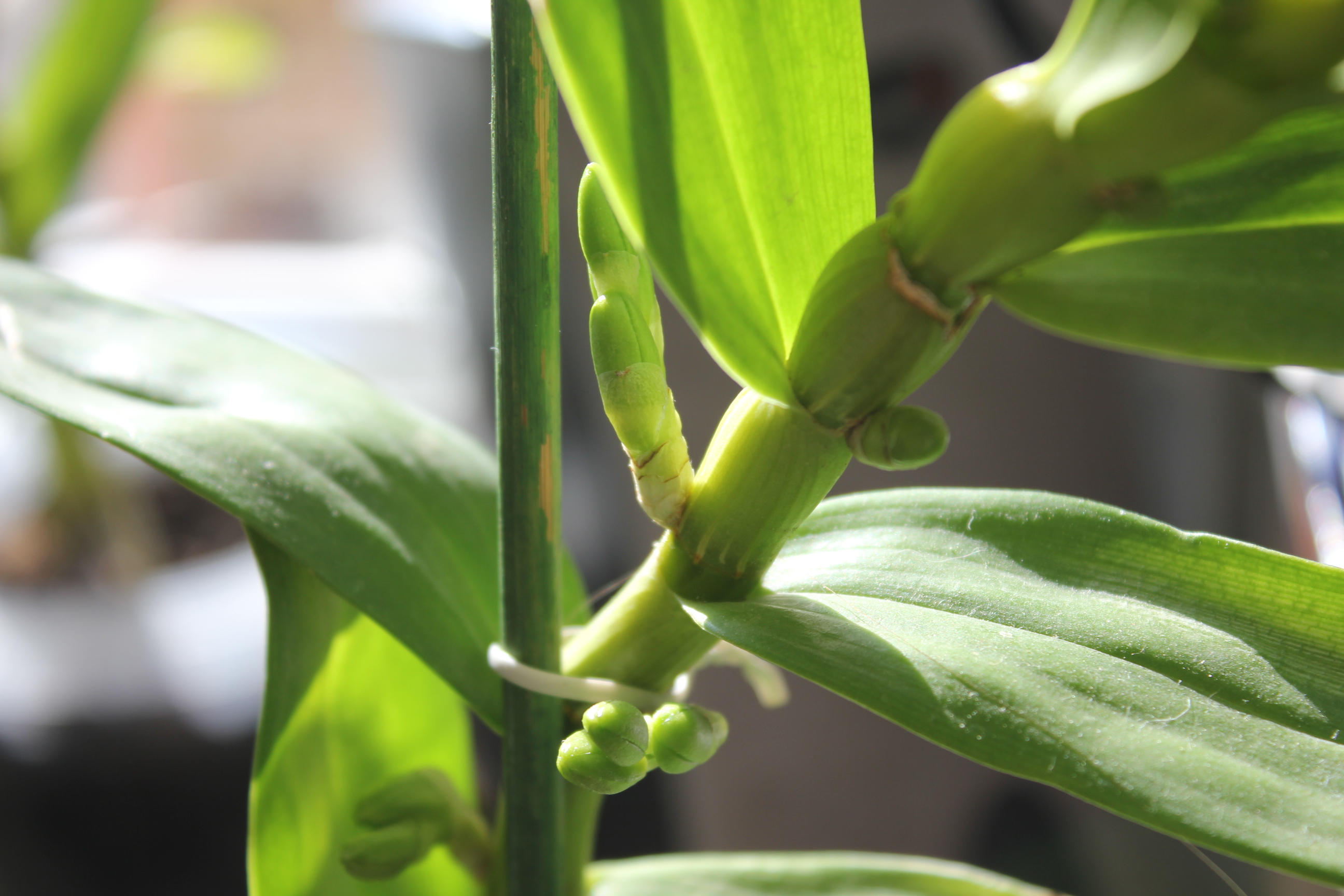
O caule é a porção que apresenta maior diversidade de compostos químicos na Dendrobium nobile

As orquídeas D. nobile apresentam diversos compostos químicos complexos em sua composição, incluindo polissacarídeos, alcaloides e fenantrenos, os quais estão concentrados principalmente nos caules. Estudos também detectaram a presença de diversos glicosídeos, flavonas e flavonoides nas folhas, além de traços de bibenzil.
Análises do extrato obtido a partir dos bulbos de plantas adultas indicaram a presença de diversos alcaloides, com destaque para a dendrobina, a qual se apresenta com concentração de aproximadamente 0,5% em relação à massa total do vegetal.  A Dendrobium nobile é a única planta conhecida capaz de produzir naturalmente a dendrobina, embora já se conheçam técnicas para sintetizar a substância em laboratórios.
Avaliações empreendidas também encontraram grande numero de enzimas antioxidantes e antioxidantes não enzimáticos, incluindo ácido ascórbico, tocoferol e betacaroteno, os quais apresentam papel fundamental na eliminação de moléculas de radicais livres de oxigênio dos organismos destas plantas.
A elevada diversidade e complexidade dos elementos químicos presentes na planta é indicativo do potencial para utilização para fins medicinais.

### Potencial medicinal
Para a medicina tradicional chinesa, a Dendrobium nobile é considerada fundamental por ser fonte de substâncias tônicas, adstringentes, analgésicas, antipiréticas, antifúngicas, antivirais e anti-inflamatórias. Tradicionalmente, na China, esta planta é utilizada como erva medicinal para o tratamento de ampla variedade de distúrbios digestivos.
Estudos mais recentes indicam que este vegetal também apresenta substâncias com efeitos anti-carcinogênicos, anti-envelhecimento e neuroprotetivos. Segundo tais análises, os diversos polissacarídeos, alcaloides e fenantrenos existentes nesta orquídea faz com que apresente ampla gama de propriedades farmacológicas, havendo necessidade de continuidade dos estudos envolvendo sua ação em humanos.
Também se estuda a ação dos polissacarídeos presentes na Dendrobium nobile como agentes imunomoduladores, ou seja, favorecedores do fortalecimento do sistema imunológico.